# Андреев, Евтихий Андреевич
Евти́хий Андре́евич Андре́ев (25 мая 1912, Хозанчино, Казанская губерния — 4 июня 1981, Моргауши, Чувашская АССР) — председатель колхоза «Знамя Труда» Моргаушского района Чувашии.

## Биография
Родился 1912 года в крестьянской семье. Чуваш.
Окончил в 1927 году 6 классов Большечурашевской школы сельской молодежи. В марте 1930 года вступил в колхоз, названный «Сеятелем», в своей деревне. Недолго пробыл рядовым членом артели — в январе 1931 года его выдвинули счетоводом. В 1932 году с марта по октябрь был инструктором райколхозсоюза. В марте 1933 года общее собрание членов колхоза «Сеятель» избрало комсомольца Евтихия Андреева председателем правления. В этой должности трудился он полтора года — до призыва в Красную Армию. После демобилизации в феврале 1935 года вновь стал председателем.
В ноябре 1938 года перешёл на работу в лесные организации: до февраля 1940 года трудился прорабом на лесозаготовках в Сундырском лесхозе, а по январь 1941 года — директором районных лесозаготовок управления местной топливной промышленности при Совнаркоме Чувашской АССР. В июле 1940 года вступил в члены ВКП(б). В январе 1941 года вернулся в деревню и снова возглавил родной колхоз «Сеятель».
В августе 1941 года был мобилизован в ряды Красной Армии. Командир отделения, исполняющий обязанности политрука роты, помощник командира взвода, старшина роты — так шла его воинская служба. После войны продолжал службу парторгом в 324-м отдельном рабочем батальоне Московского военного округа. В 1946 году был демобилизован.
В августе 1946 года направлен уполномоченным Министерства заготовок по Моргаушскому району и до февраля 1951 года он работал в этой должности. В 1950—1951 годах в республике проходило массовое укрупнение мелких колхозов. В Моргаушах пять хозяйств объединились в один колхоз, названный «Знамя труда». Председателем укрупненного хозяйства райком партии рекомендовал Е. А. Андреева.
С 1951 года в течение 30 лет Андреев бессменно руководил колхозом «Знамя труда» Моргаушского района. Он вывел его в число передовых по всем основным показателям сельскохозяйственного производства. Добился устойчивого и высокоэффективного развития всех отраслей общественного хозяйства. Руководимый Е. А. Андреевым колхоз на всю республику прославился высокими привесами скота на откорме и малыми расходами кормов. Колхоз «Знамя труда» стал маяком в Чувашской республике.
Е. А. Андреев находился у руководства колхозом до последнего дня своей жизни. Скончался 4 июня 1981 года в селе Моргауши.

## Память
- В знак признания заслуг Андреева в укреплении экономики хозяйства и благосостояния колхозников колхозу было присвоено его имя.
- В историко-краеведческом музее Калайкасинской школы хранятся личные вещи Евтихия Андреевича[2].

## Награды
- Указом Президиума Верховного Совета СССР от 30 апреля 1966 года Андрееву Евтихию Андреевичу присвоено звание Героя Социалистического Труда с вручением ордена Ленина и золотой медали «Серп и Молот».
- Награждён орденами Ленина, Октябрьской Революции и Трудового Красного Знамени, медалями.